# عبد الله الشياب
عبد الله الشياب (1975-)، لاعب كرة قدم أردني معتزل، لعب في صفوف نادي الحسين اربد والمنتخب الأردني. بدأ مسيرته في فرق الناشئين لنادي الحسين عام 1987، والتحق بالفريق الأول للنادي عام 1991 عندما كان يبلغ من العمر 16 عام فقط.
لعب للمنتخبات الوطنية الأردنية فقد التحق بمنتخب الشباب عام 1991 والمنتخب الأولمبي عام 1993، أما الفريق الأول فقد التحق به عام 1995 حتى عام 2001.
اعتزل اللعب في نهاية موسم 2007/2008، والتحق عبد الله الشياب بالجهاز الفني لفريق الحسين الأول مساعدا للمدرب ابتداء من موسم 2010-2011.